# Cameron Chalmers
Cameron Chalmers (6 de febrero de 1997) es un deportista británico que compite en atletismo. Ganó una medalla de plata en el Campeonato Europeo de Atletismo Sub-23 de 2019, en la prueba de 400 m. Su hermana Alastair compite en el mismo deporte.